# Lina Šaltytė
Lina Šaltytė, née le 9 février 1987, est une rameuse lituanienne.

## Biographie

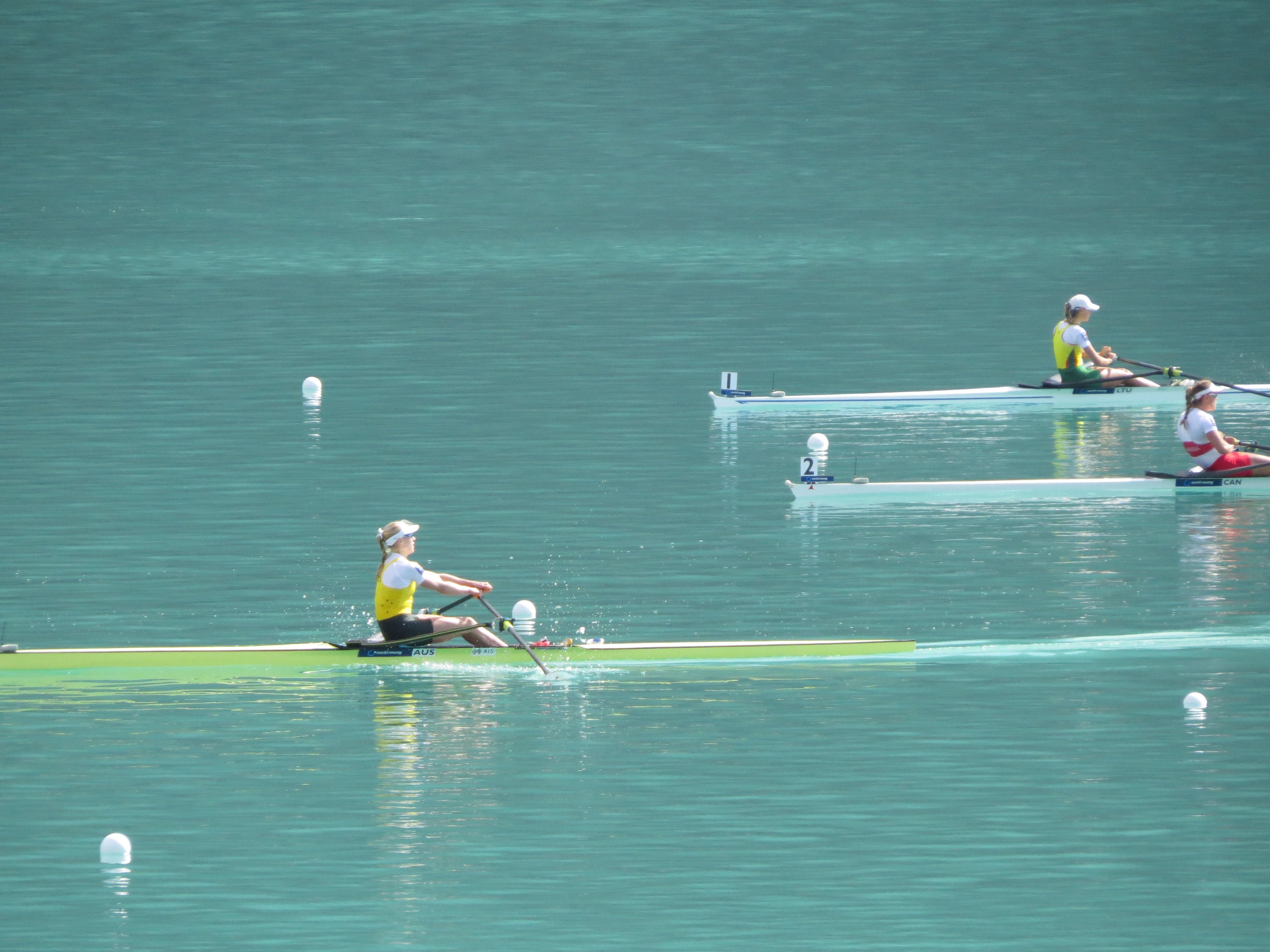
Lina Šaltytė ici en demi-finale des championnats du monde d'aviron 2015 avec Kim Brennan et.

En 2005, elle participe aux championnats du monde juniors d'aviron où elle se classe 6e en skiff.
Elle commence sa carrière internationale senior en 2007. Elle débute en deux de couple avec Gabriele Albertaviciute. En 2012, elle décide de passer en skiff mais manque la qualification pour les jeux olympiques de Londres. En 2014, elle termine 7e lors des Championnats d'Europe d'aviron 2014 puis 10e aux Championnats du monde d'aviron 2014.
En 2015, elle termine 4e des Championnats d'Europe d'aviron 2015. Elle se prépare pour les championnats du monde d'aviron 2015 au lac de Paladru. Elle se classe deuxième de la finale B ce qui permet à son pays d'obtenir une place pour les Jeux olympiques d'été de 2016. Lors des jeux olympiques, elle termine 5e de son quart de finale puis se classe 2e de la finale C.
Elle ne participe aux championnats d'Europe d'aviron 2017.

## Résultats

### Jeux olympiques
| Épreuve / Édition | Épreuve / Édition | Rio 2016 |
| ----------------- | ----------------- | -------- |
| Skiff (W1x)       | Skiff (W1x)       | 14e      |

### Championnats du monde
| Épreuve / Édition      | Épreuve / Édition      | Munich 2007 | Poznan 2009 | Bled 2011 | Amsterdam 2014 | Aiguebelette 2015 |
| ---------------------- | ---------------------- | ----------- | ----------- | --------- | -------------- | ----------------- |
| Skiff (W1x)            | Skiff (W1x)            | -           | -           | -         | 10e            | 8e                |
| Deux de couple (W2x)   | Deux de couple (W2x)   | -           | 13e         | 19e       | -              | -                 |
| Quatre de couple (W4x) | Quatre de couple (W4x) | 12e         | -           | -         | -              | -                 |

### Championnats d'Europe
| Épreuve / Édition      | Épreuve / Édition      | Poznań 2007 | Athènes 2008 | Brest 2009 | Montemor-o-Velho 2010 | Belgrade 2014 | Poznań 2015 | Brandebourg-sur-la-Havel 2016 |
| ---------------------- | ---------------------- | ----------- | ------------ | ---------- | --------------------- | ------------- | ----------- | ----------------------------- |
| Skiff (W1x)            | Skiff (W1x)            | 11e         | -            | -          | -                     | 7e            | 4e          | 5e                            |
| Deux de couple (W2x)   | Deux de couple (W2x)   | -           | 8e           | 8e         | 9e                    | -             | -           | -                             |
| Quatre de couple (W4x) | Quatre de couple (W4x) | -           | 6e           | -          | -                     | -             | -           | -                             |

### Universiade
| Épreuve / Édition | Épreuve / Édition | Gwangju 2015 |
| ----------------- | ----------------- | ------------ |
| Skiff (W1x)       | Skiff (W1x)       | 1re          |

### Championnat du monde U23 d'Aviron
| Épreuve / Édition    | Épreuve / Édition    | Hazewinkel 2006 | Glasgow 2007 |
| -------------------- | -------------------- | --------------- | ------------ |
| Skiff (W1x)          | Skiff (W1x)          | 5e              | -            |
| Deux de couple (W2x) | Deux de couple (W2x) | -               | 8e           |

### Championnats du monde juniors
| Épreuve / Édition | Épreuve / Édition | Brandebourg-sur-la-Havel 2005 |
| ----------------- | ----------------- | ----------------------------- |
| Skiff (W1x)       | Skiff (W1x)       | 6e                            |